# Symmerus uncata
Symmerus uncata är en tvåvingeart som beskrevs av Munroe 1974. Symmerus uncata ingår i släktet Symmerus och familjen hårvingsmyggor.
Artens utbredningsområde är New Hampshire. Inga underarter finns listade i Catalogue of Life.